# 瓊氏刺鮨
瓊氏刺鮨為輻鰭魚綱鱸形目鱸亞目鮨科的其中一種，分布於西印度洋的南非海域，棲息深度23-140公尺，體長可達14公分，棲息在中底層水域，屬肉食性，生活習性不明。

## 擴展閱讀
維基物種上的相關：瓊氏刺鮨